# 徹心寺

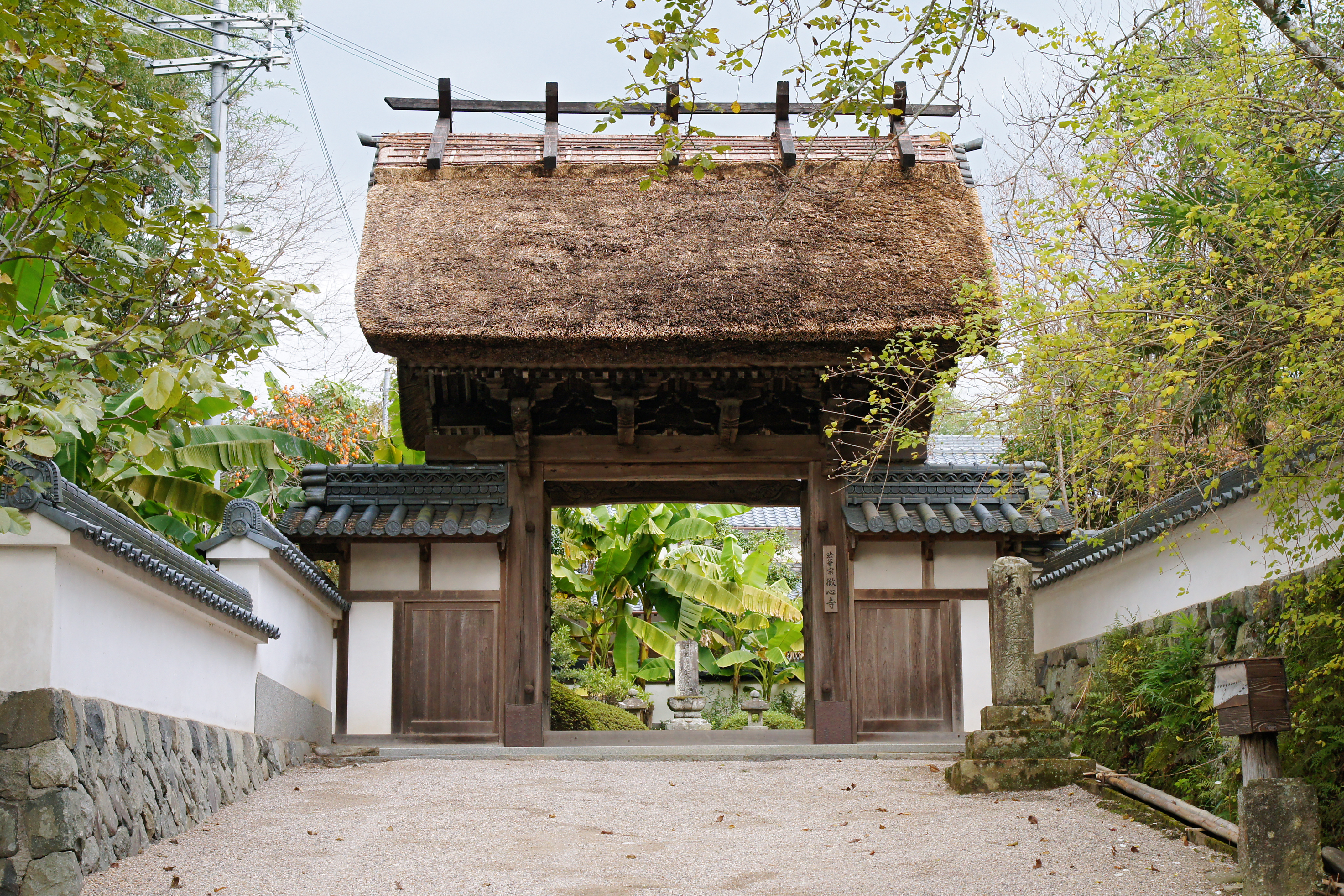
山門

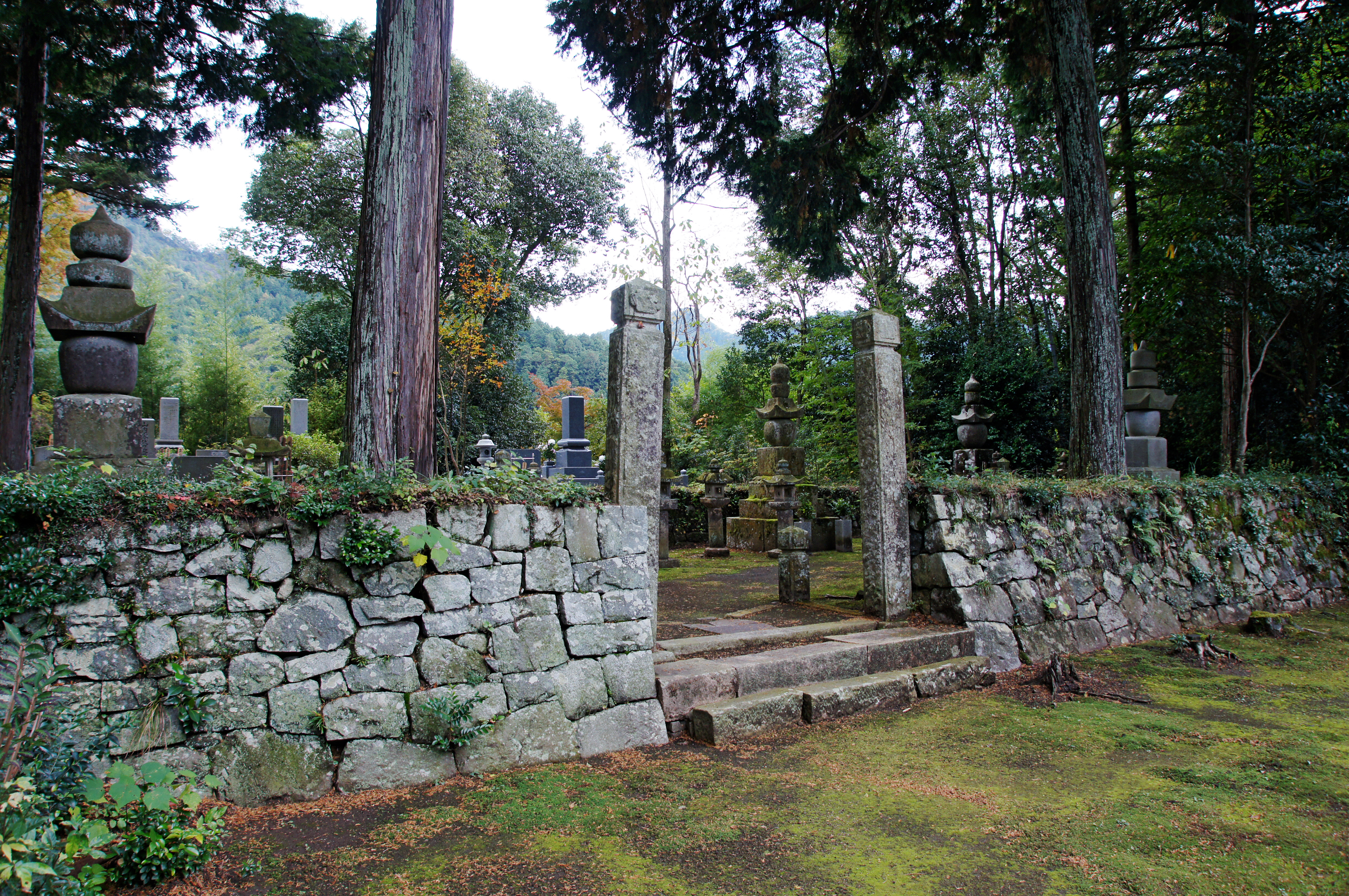
福本藩池田家歴代墓所

徹心寺（てっしんじ）は兵庫県神崎郡神河町福本にある法華宗陣門流の仏教寺院。福本藩池田家当主歴代の菩提寺である。山号は一関山、開基は池田（松平）政直。

## 歴史
姫路城主池田輝政の子であり徳川家康直孫である福本藩藩祖池田（松平）輝澄は1662年に没し、法名「大雲院殿一関徹心大居士」となった。
翌1663年、輝澄の長男である池田政直（松平能登守）が播磨国は現在の神崎郡北部等を領地として与えられ福本に陣屋構えて福本藩を立てた。その陣屋の直ぐ北に政直により藩主池田家菩提寺として建立されたのが、当寺である。山号の一関山（いっかんさん）および寺号は、藩祖池田（松平）輝澄の法名に由来する。
以来、明治維新後の7代池田喜通・8代池田徳潤に至るまで福本藩池田家当主歴代の墓が置かれている。

## 文化財
- 兵庫県指定文化財
  - 本堂 - 宝暦12年（1762年）建立、五間堂、茅葺屋根、入母屋造
  - 山門 - 天保9年（1838年）建立、薬医門、茅葺屋根
- 神河町指定文化財
  - 福本藩池田家墓所

## 交通アクセス
- 播但線 寺前駅から神姫グリーンバスで10分、 徒歩

## 周辺
- 福本陣屋跡
- 播州犬寺